# Верда (Ричен)
Ве́рда или Ве́рто (нем. Werda; в.-луж. Wjerto) — деревня в Верхней Лужице, Германия. Входит в состав коммуны Ричен района Гёрлиц в земле Саксония. Подчиняется административному округу Дрезден.

## География
Находится в южной части Лужицких озёр. На от западе от деревни располагается Райхвальдский угольный карьер и на севере — военный полигон «Верхняя Лужица». Через деревню проходит автомобильная дорога K8413.
Соседние населённые пункты: на востоке — административный центр коммуны Речицы, на юге — деревня Дельне-Брусы и на западе — деревня Гаморшч.

## История
Впервые упоминается в 1411 году под наименованием Werde, под современным — с 1767 года. В годы нацистского режима назвалась как Inselheide (1936—1947). С 1938 года входит в состав современной коммуны Ричен.
В настоящее время деревня входит в состав культурно-территориальной автономии «Лужицкая поселенческая область», на территории которой действуют законодательные акты земель Саксонии и Бранденбурга, содействующие сохранению лужицких языков и культуры лужичан.
Исторические немецкие наименования
- Werde, 1411
- Werdau, 1546
- Werda, 1767
- Inselheide, (1936—1947)

## Население
Официальным языком в населённом пункте, помимо немецкого, является также верхнелужицкий язык.
| 1825 | 1871 | 1885 | 1905 | 1925 | 2009 |
| ---- | ---- | ---- | ---- | ---- | ---- |
| 143  | 130  | 165  | 173  | 169  | 179  |